# 日本家庭婦人バスケットボール連盟
日本家庭婦人バスケットボール連盟（にほんかていふじんバスケットボールれんめい、Japan Ladies Basketball League）は、日本国内における家庭婦人チームのバスケットボール連盟。日本バスケットボール協会への加盟団体。1997年設立。現在の会長は橋本章。

## 概要と歴史
1964年の東京オリンピックでの女子バレーボールの活躍は女性たちにスポーツへの関心を沸きあがらせた。1970年代の地域スポーツ振興のための“みんなのスポーツ”政策をきっかけとして、行政においても市民のためのスポーツへの取り組みがはじまり、各地でスポーツ施設の建設とそれを利用したスポーツ教室が開催されていった。
そのような状況下でママさんバスケットボールにいち早く取り組んだのは埼玉県であった。草加市においてママさんバスケットボール教室が行政主催で開催され、その参加者たちが教室終了後に自発的にチームを作り県内に広がっていった。県内のチーム数が5チームになった1978年に、埼玉県家庭婦人バスケットボール連盟（以下埼玉県連盟）が発足し、第1回埼玉県家庭婦人バスケットボール大会が開催された。この連盟発足のニュースはNHKの全国放映により広く知られるところとなった。全国から問合せや声援が多くよせられ、これを契機に埼玉県連盟主催で「第1回全国家庭婦人バスケットボール交歓大会」が13チームの参加を得て草加市で開催された。その後、この全国大会は第4回まで埼玉県連盟の主催で開催された。
やがて全国的にチーム数が拡大していったことや、大衆スポーツ振興のためのスポーツ政策が日本体育協会から各競技団体へも通達された社会状況下で、埼玉県連盟は、（財）日本バスケットボール協会（以下日本協会）に全国大会を主催してもらえるよう埼玉県バスケットボール協会へ働きかけを依頼した。その結果全国大会は日本協会が主催することとなり、1982年に第1回の全国大会が愛知県で開催された。以来、全国各地を回って大会は開催され、2007年現在第26回を数えている。この間大会名は「全国家庭婦人バスケットボール交歓大会」　（第1回～第6回）、「全国ママさんバスケットボール交歓大会」（第7回～現在まで）となっている。
一方連盟組織化については、各県におけるチーム数増加に伴って、各都道府県の家庭婦人連盟組織化が進み、国内で24県が組織化した1997年に、全国組織である日本家庭婦人バスケットボール連盟（以下日本連盟）が設立された。団体の名称では「家庭婦人バスケットボール」を、全国大会では愛称である「ママさんバスケットボール」を用いている。

## 活動者
活動対象者は、日本連盟への登録規定では「既婚女性」ということになっており、全国大会への参加資格もそれに準じているが、2004年より43歳以上の未婚者の登録も受け付けられている。また、地域においては年齢を定めて○○歳以上の女性なら参加できるというようなローカルなルールを設け、地域内の大会では柔軟な活動を行っている。
日本連盟設立時の登録は401チーム、競技者数5205名であった。約10年後の2007年の登録は374チーム、競技者数5195名である。なおこの間、日本協会の登録制度が一部変更になり、それに伴って日本連盟への登録数も一時減少したが、その後増加の傾向にある。活動者の年齢層は、20歳代から70歳代と幅広い。

## 活動内容
2001年に日本連盟が行った調査によると、チーム編成は80%弱が地域を中心とした構成であり、17%が高校などのOG会である。ほとんどのチームは週に1回から2回の練習を継続して行っている。
大会については、県単位で各種大会が開催されているほか、全国を9ブロックにわけたブロック大会、及び、全国大会が年に1回開催されている。生涯にわたって活動できることを目標としており、全国大会と一部のブロック大会では、一般の部（年齢制限なしの既婚女性）、シニアの部（43歳以上の女性）、ゴールデンシニアの部（50歳以上の女性）とにわけて試合を行っている。また2009年よりプラチナの部（60歳以上の女性）の大会も開催している。

## 国際交流
ママさんバスケットボールのように概ね主婦を対象としたチームスポーツ活動は世界においてもほぼ日本と韓国だけに見られる珍しい活動である。韓国では韓国マザーズバスケットボール会（Korean Mothers Basketball Association.）が組織化されている。活動者は高校、大学、企業のトップ選手であるため、アマチュアレベルの活動者も含まれる日本と比べるとその活動者数は少ないが競技レベルは一般的に高いのが特徴である。日韓のママさんバスケットボール親善大会は、1982年に韓国マザーズバスケットボール会結成を記念して韓国チームが来日し関東選抜チームと対戦して以来、開催地を日本と韓国交互として毎年大会を開催している。
その他単発的ではあるが、中国、オーストラリアなどとの交流試合も行われた。これらの国では主婦のためのバスケットボールが組織化されているわけではないが、体育学校出身者からなるチームや、地域によっては子どもから大人まで幅広い年齢層でバスケットボールを一緒に楽しんでおり、そのような地域の主婦層の愛好者とのゲームを行った。

## 組織構成
日本家庭婦人バスケットボール連盟は、各都道府県家庭婦人バスケットボール連盟の代表者が理事となって運営されている。2007年現在、各都道府県家庭婦人バスケットボール連盟が設立されているのは41県である。その他、全国を9ブロック（地区）に分けてそれぞれに連盟を設立し、ブロックレベルの運営を統括している。
- 北海道家庭婦人バスケットボール連盟
- 東北家庭婦人バスケットボール連盟
- 関東家庭婦人バスケットボール連盟
- 東海家庭婦人バスケットボール連盟
- 北信越家庭婦人バスケットボール連盟
- 近畿家庭婦人バスケットボール連盟
- 中国家庭婦人バスケットボール連盟
- 四国家庭婦人バスケットボール連盟
- 九州家庭婦人バスケットボール連盟

## 主催大会
- 全国ママさんバスケットボール交歓大会
- 全国ゴールデンシニア大会